# Małgorzata Semczuk-Jurska

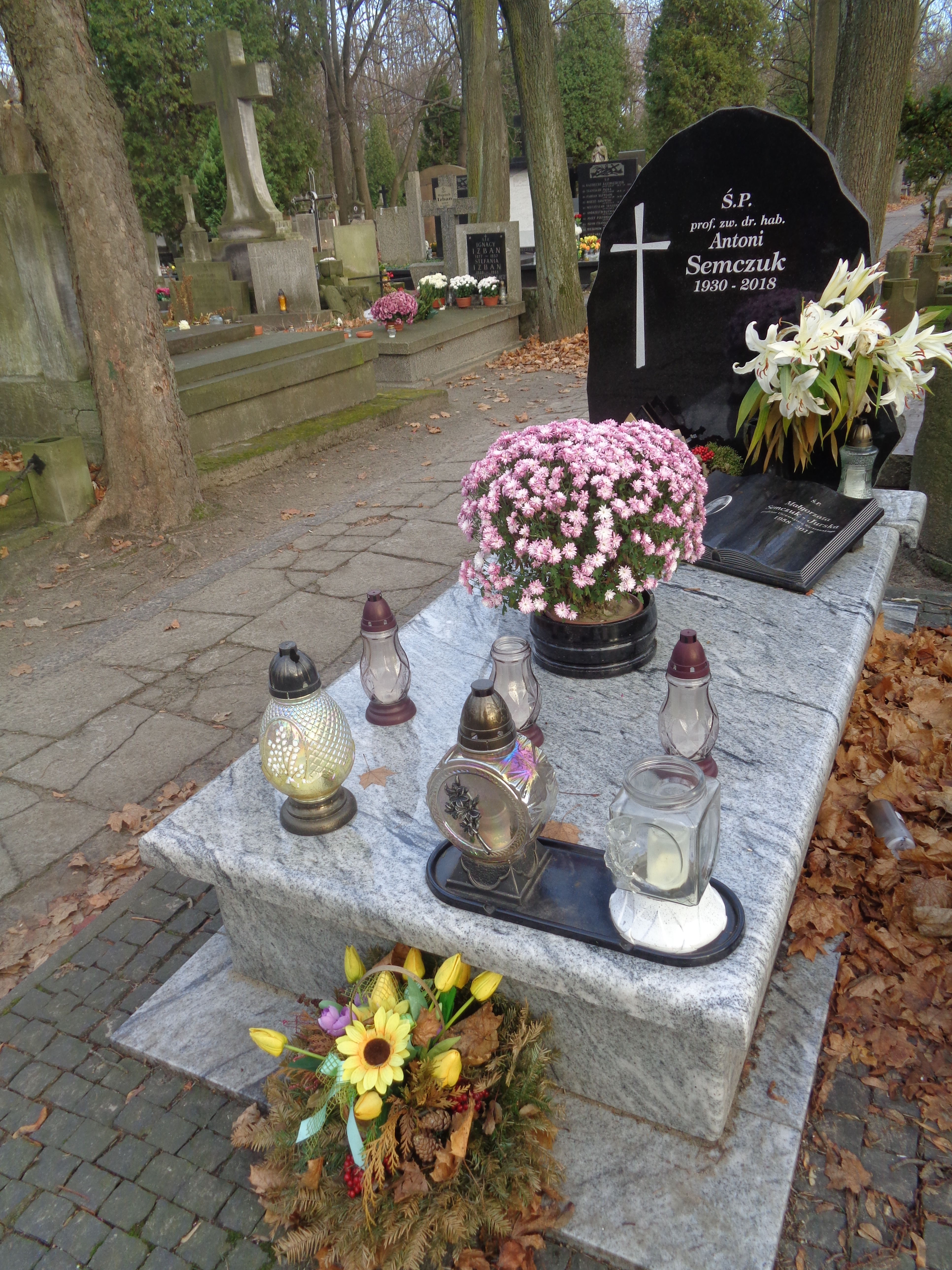
Grób Małgorzaty Semczuk-Jurskiej na cmentarzu Powązkowskim w Warszawie

Małgorzata Maria Semczuk-Jurska (ur. 13 października 1958 w Warszawie, zm. 4 kwietnia 2017 tamże) – polska polonistka i specjalistka literatury rosyjskiej, doktor habilitowana nauk humanistycznych, profesor nadzwyczajny Uniwersytetu Warszawskiego.

## Biografia
Córka Antoniego Semczuka i Marii. Była absolwentką studiów polonistycznych na Uniwersytecie Warszawskim oraz Szkoły Języka Angielskiego Metodystów w Warszawie English Language College. W 1992 została w Instytucie Badań Literackich PAN doktorem nauk humanistycznych dzięki rozprawie zatytułowanej „Polska liryka współczesna w poszukiwaniu sacrum niekanonicznego: motywy sakralizowane, sposoby sakralizacji" (promotorka – Alina Brodzka-Wald). W 2000 została na UW doktor habilitowaną nauk humanistycznych na podstawie rozprawy  „Ewolucja twórczości Anny Achmatowej". Od 2010 była członkinią Rady Głównej Szkolnictwa Wyższego i Nauki ZNP.
Zawodowo związana była z Wydziałem Lingwistyki Stosowanej UW.

## Odznaczenia
- Złota Odznaka „Zasłużony dla Politechniki Warszawskiej[1]
- Odznaka „Zasłużony Działacz Kultury”[1]
- Złota Odznaka ZNP[1]